# Lea Grundig
Lea Grundig, née Langer le 23 mars 1906 à Dresde et morte le 10 octobre 1977 en mer Méditerranée, est une artiste peintre et graphiste allemande.

## Biographie
Née à Dresde, Lea Langer grandit au sein de la communauté juive de la ville. Son père est menuisier et sa mère confectionne des vêtements. Elle fréquente l'école locale entre 1912 et 1922, tout en rejetant, même jeune fille, l'orthodoxie religieuse de sa famille. Elle poursuit ses études à la Kunstgewerbeschule Dresden (de) (École d'arts et métiers) avant de passer, en 1924, par la prestigieuse Académie des Arts de Saxe : elle y est admise dans la classe d'Otto Gussmann à laquelle participent notamment Otto Griebel, Wilhelm Lachnit et Hans Grundig. À l'Académie, elle fait également la connaissance d'Otto Dix, qu'elle considérera comme l'un de ses mentors les plus influents. Elle reste à l'Académie jusqu'en 1926.
En 1926, elle adhère au Parti communiste d'Allemagne. Elle est également cofondatrice de l'Association des artistes visuels révolutionnaires (en allemand Assoziation Revolutionärer Bildender Künstler Deutschlands). En 1928, elle quitte la communauté juive et, malgré la volonté de son père, épouse Hans Grundig.
En janvier 1933, le Parti national-socialiste des travailleurs allemands arrive au pouvoir : l'appartenance à un parti autre que le parti nazi - en particulier au Parti communiste d'Allemagne - est illégale. Hans Grundig reste un participant actif de la résistance au régime, au sein d'un groupe qui comprend Kurt Magritz (de) et Rudi Wetzel. Au milieu des années 1930, le travail de Lea Grundig reflète les thèmes de la nouvelle ère nazie, avec ses cycles Harzburger Front, Unterm Hakenkreuz (1936), Der Jude ist schuld! (1935-1938), Krieg droht! (1935-1937), Im Tal des Todes (1942/43) et Ghetto.
En 1935, on interdit à Lea Grundig d'exposer ses travaux et en mai 1936, elle est brièvement arrêtée. En 1936, elle se rend en Suisse mais retourne ensuite dans sa ville natale et c'est à Dresde qu'en mai 1938 elle est à nouveau arrêtée. En mars 1939, elle est jugée coupable de « préparation d'une entreprise de haute trahison » (Vorbereitung zum Hochverrat) en raison de ses activités communistes et de ses origines juives, et est condamnée à quatre mois d'emprisonnement. Elle purge sa peine jusqu'en novembre ou décembre 1939 dans une prison de Dresde. Cependant, à sa libération, elle obtient un permis d'émigration. Elle part à Bratislava, alors capitale de la République slovaque théoriquement indépendante. En 1940, elle atteint un camp de réfugiés en Slovaquie d'où elle s'exile en Palestine. Elle survit dans un camp d'internement britannique à Atlit jusqu'en 1942. À sa libération, elle reste jusqu'à la fin 1948, en Palestine, vivant successivement à Haïfa et à Tel-Aviv. Elle peut de nouveau exposer ses œuvres légalement en Palestine où elle vit, aux États-Unis, en France, en Afrique du Sud et en Grande-Bretagne. Son appartenance au Parti communiste palestinien pendant cette période n'est pas légale. Elle a également contribué aux illustrations du Volksstimme, le journal juif du parti palestinien.
Lea Grundig voyage en Europe à la fin de l'année, séjourne quelques mois à Prague avant de revenir à Dresde en février 1949 : elle obtient une chaire plus tard dans l'année, enseignant en 1949-50 à la Académie des beaux-arts de Dresde . Après la guerre, en mai 1945, Dresde se retrouve dans la zone d'occupation soviétique et est en train de devenir la République démocratique allemande. À son arrivée, elle rejoint le SED au pouvoir, ses convictions communistes la plaçant désormais dans le courant politique dominant de son pays. De 1950 jusqu'à son abolition en 1952, elle siège à l'Assemblée régionale de Saxe, représentant non pas son parti politique, mais le Kulturbund, un des « mouvements de masse » qui nomme des membres aux assemblées régionales et nationales sous le Front national de la RDA alors en vigueur. Au cours des années 50 et 60, elle peut voyager dans les pays avec lesquels l'Allemagne de l'Est est politiquement alignée, notamment la Chine, Cuba et le Cambodge. En 1961, elle est membre à part entière de l'Académie des arts de la RDA. De 1964 à 1970, elle est présidente de l'Association des artistes visuels de la RDA (de), succédant à Walter Arnold. En 1964, elle rejoint le Comité central du SED.
Elle meurt en 1977 en mer Méditerranée, alors qu'elle voyage sur le navire « MS Völkerfreundschaft ». Son corps est enterré au cimetière de Heidefriedhof (Dresden) (de) à Dresde. Ses archives sont conservées à l'Académie des arts de Berlin.

## Prix et distinctions

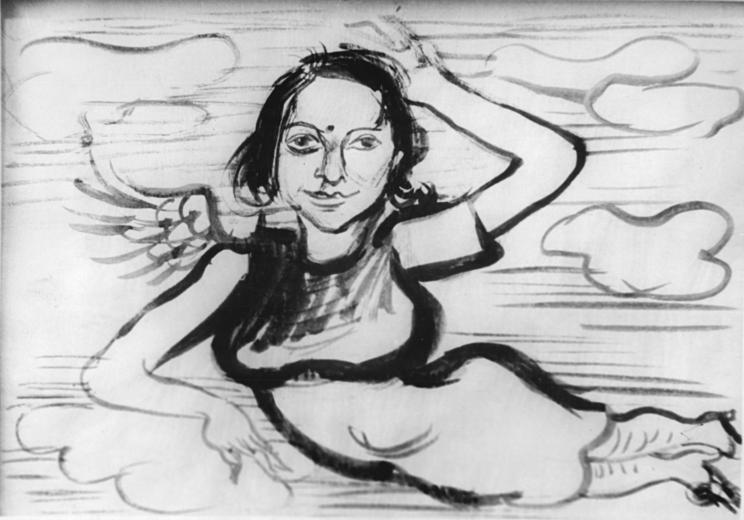
Portrait de Léa par Hans Grundig (1928).

Pendant la période de la République démocratique allemande, Lea Grundig a reçu les prix et distinctions suivants :
- 1957 : Ordre patriotique du Mérite en bronze
- 1958 : Prix national de la République démocratique allemande 2e classe pour son œuvre Total
- 1961 : Prix des arts de la Fédération des syndicats allemands libres (de) pour son dessin Drei von der Brigade Makarenko
- 1964 : Médaille Clara-Zetkin
- 1965 : Ordre patriotique du Mérite en or
- 1967 : Prix national de la République démocratique allemande 1re classe
- 1970 : Présidente d'honneur de l'Association des artistes visuels de la RDA (de)
- 1970 : Médaille en or de l'ordre du Mérite patriotique
- 1972 : Docteur honoris causa de l'université de Greifswald
- 1976 : Ordre de Karl-Marx